# Sporotomaculum
Sporotomaculum è un genere di batterio appartenente alla famiglia delle Thermoanaerobacteriaceae.